# Кондукторська вулиця (Київ)
Конду́кторська ву́лиця — вулиця у Солом'янському районі міста Києва, місцевість Батиєва гора. Пролягає від Привітної до Нововокзальної вулиці. 
Прилучається Організаторська вулиця.

## Історія
Вулиця виникла близько 1909 року, мала назву 8-ма Лінія, як і всі інші вулиці Батиєвої гори. Сучасна назва — з 1958 року.

## Зображення

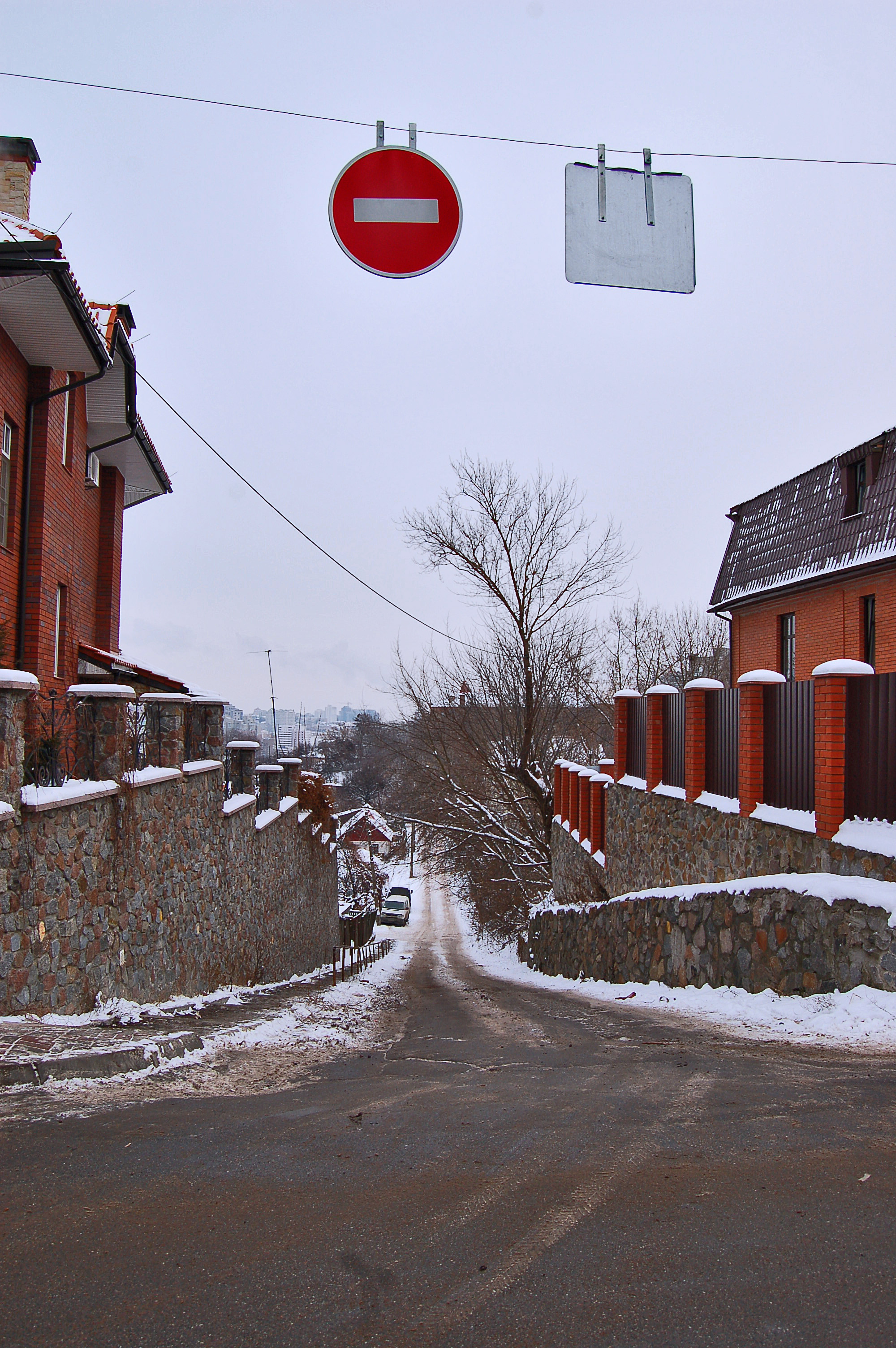
Кондукторська вулиця, 22
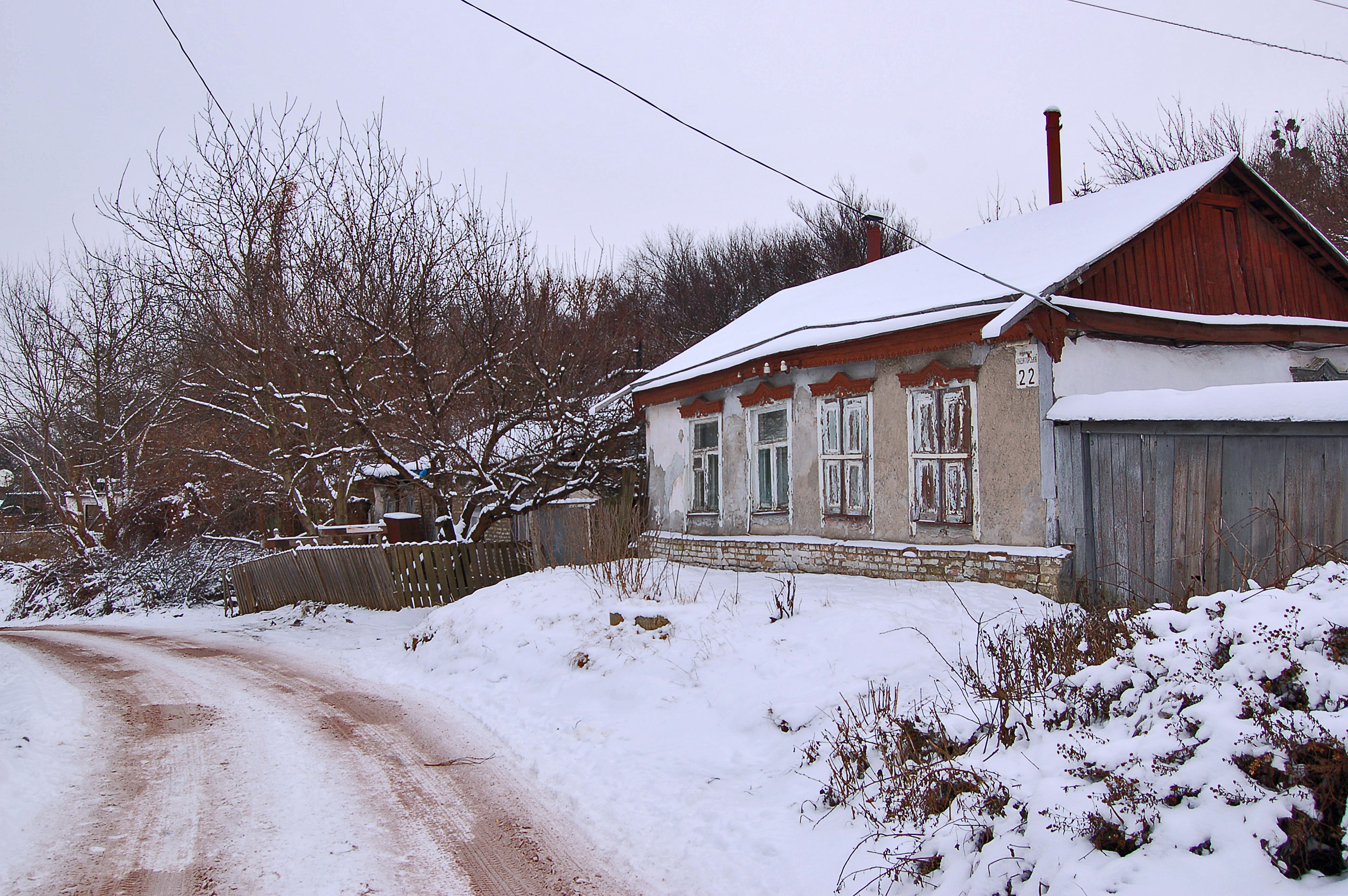
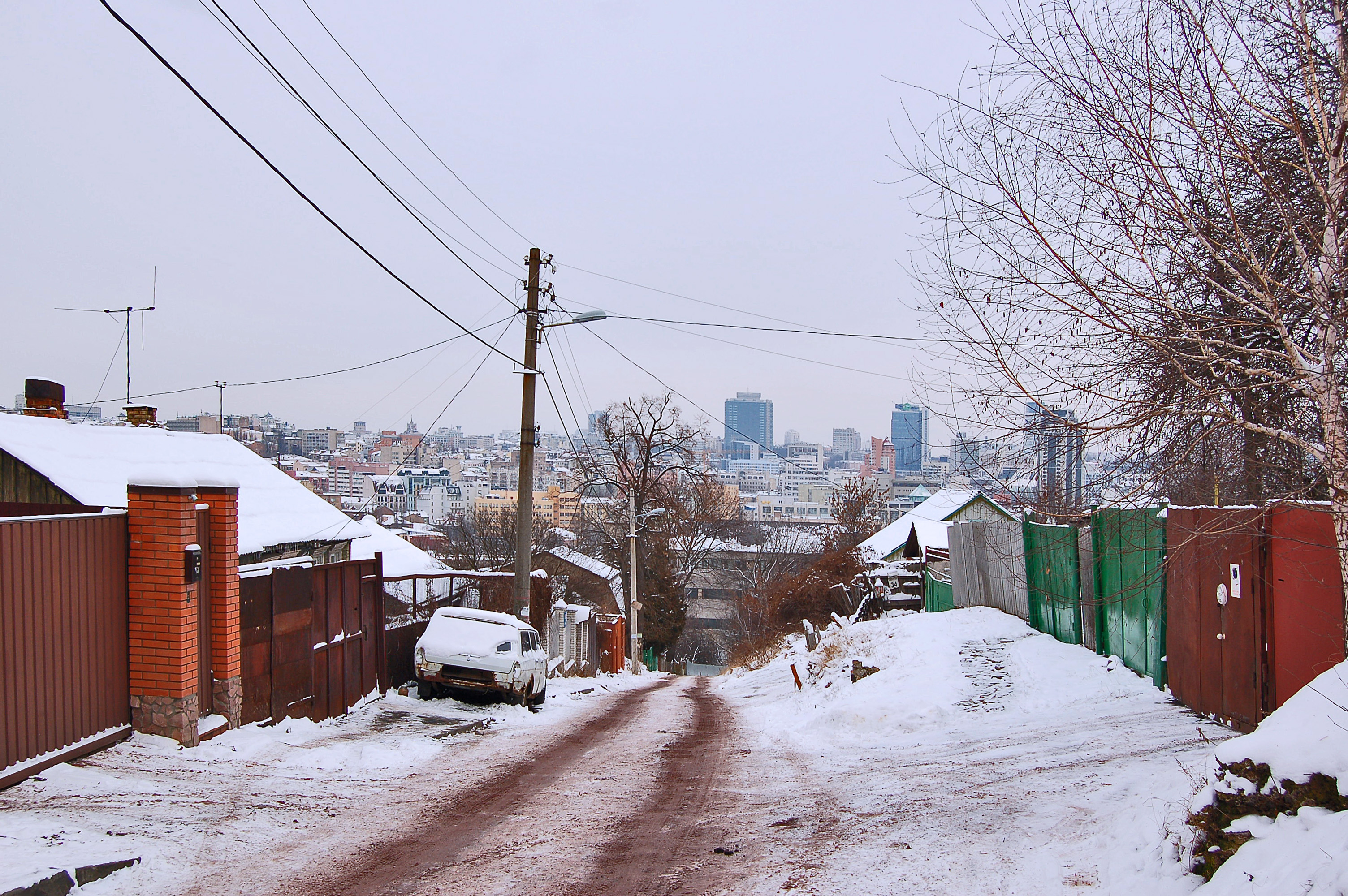
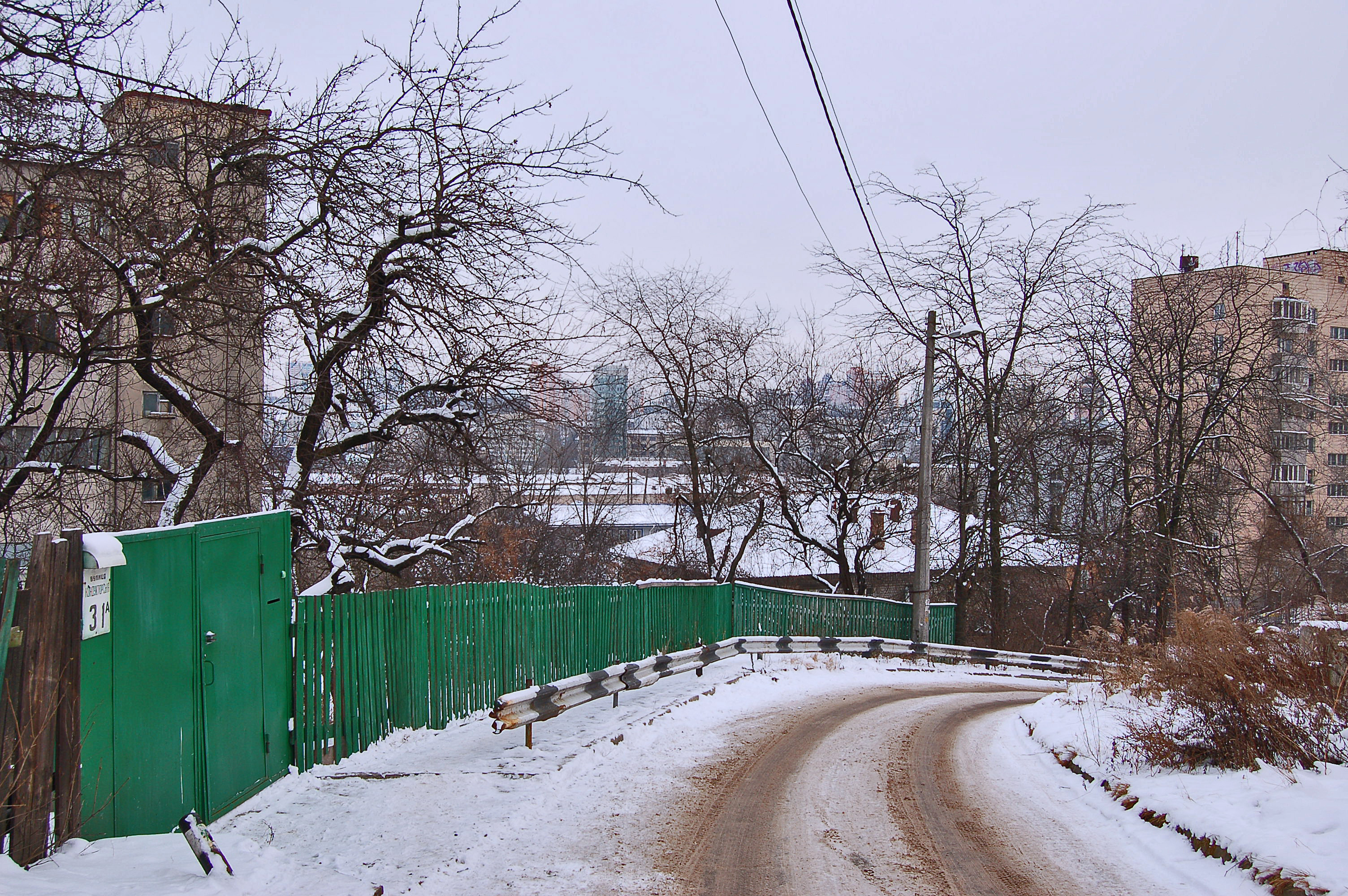
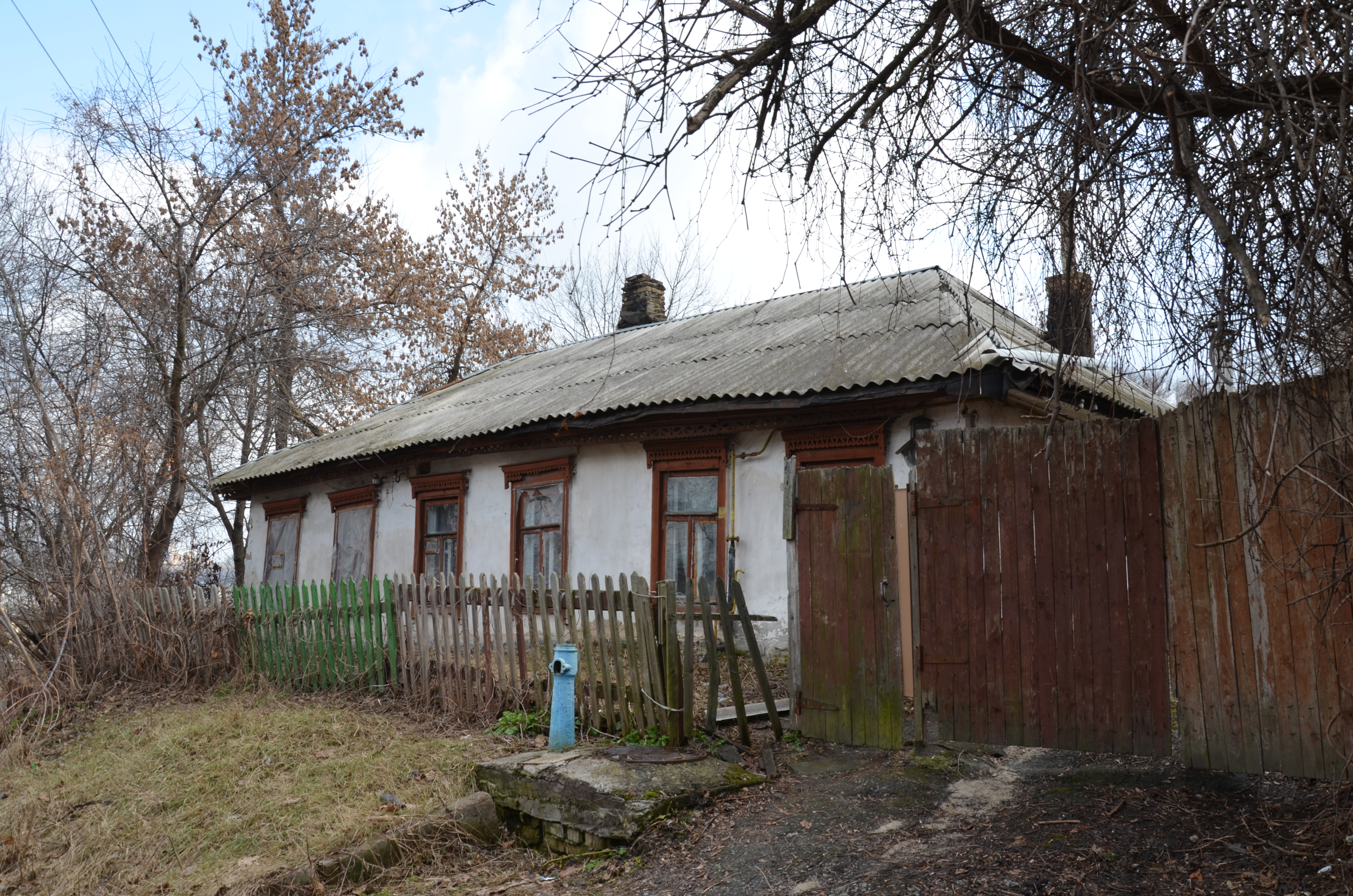
Кондукторська вулиця, 42
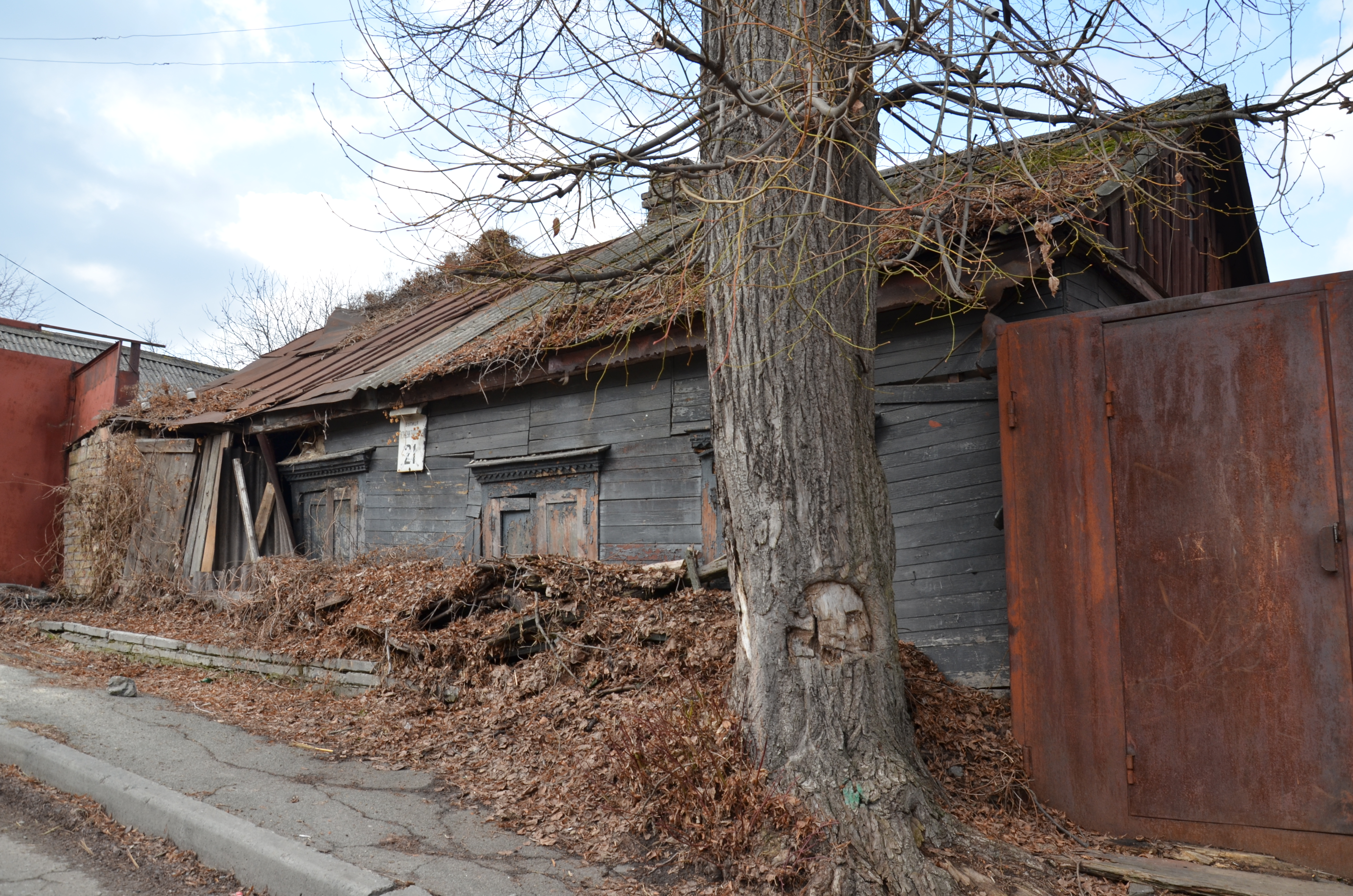
Кондукторська вулиця, 21
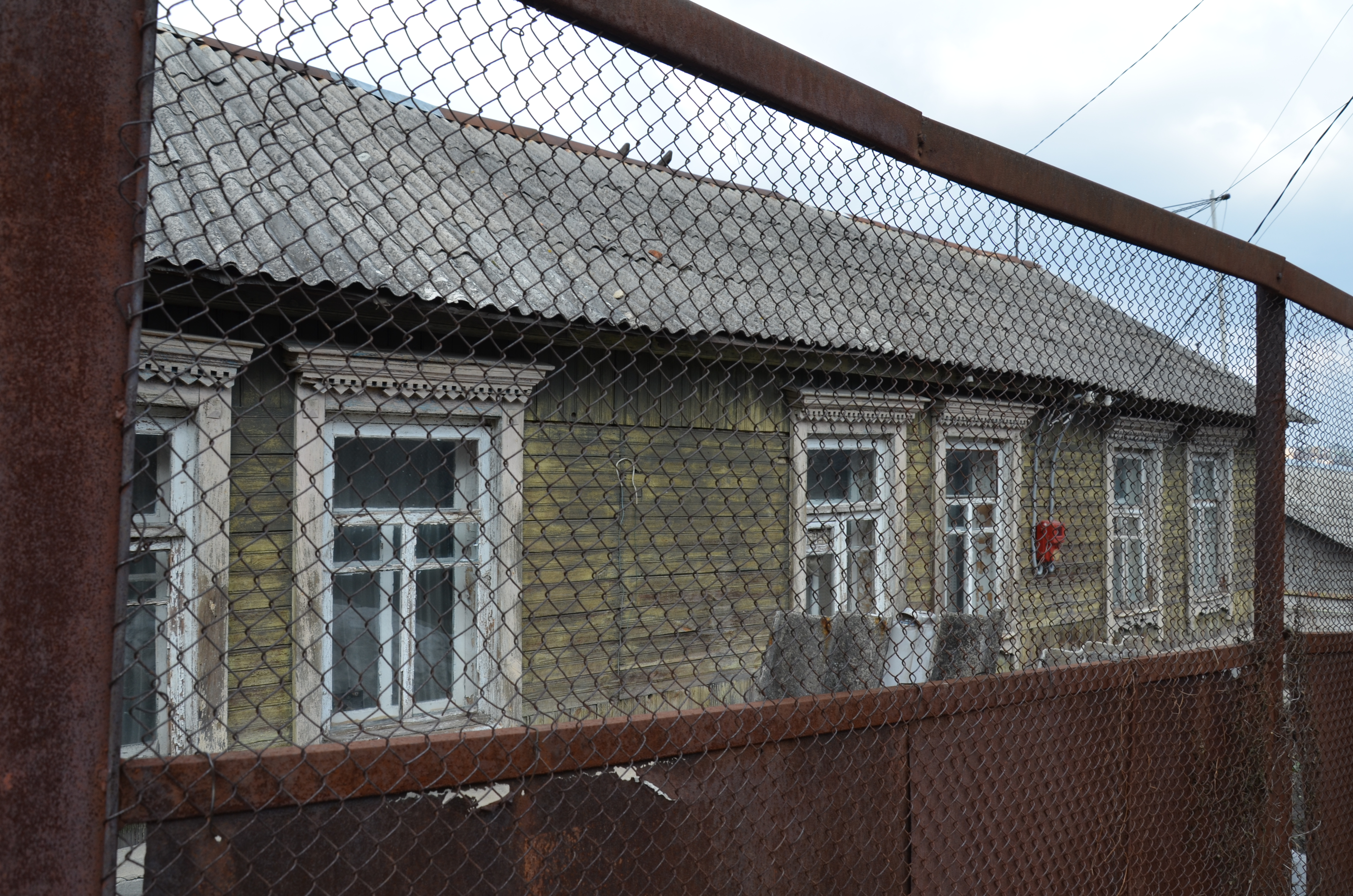
Кондукторська вулиця, 15
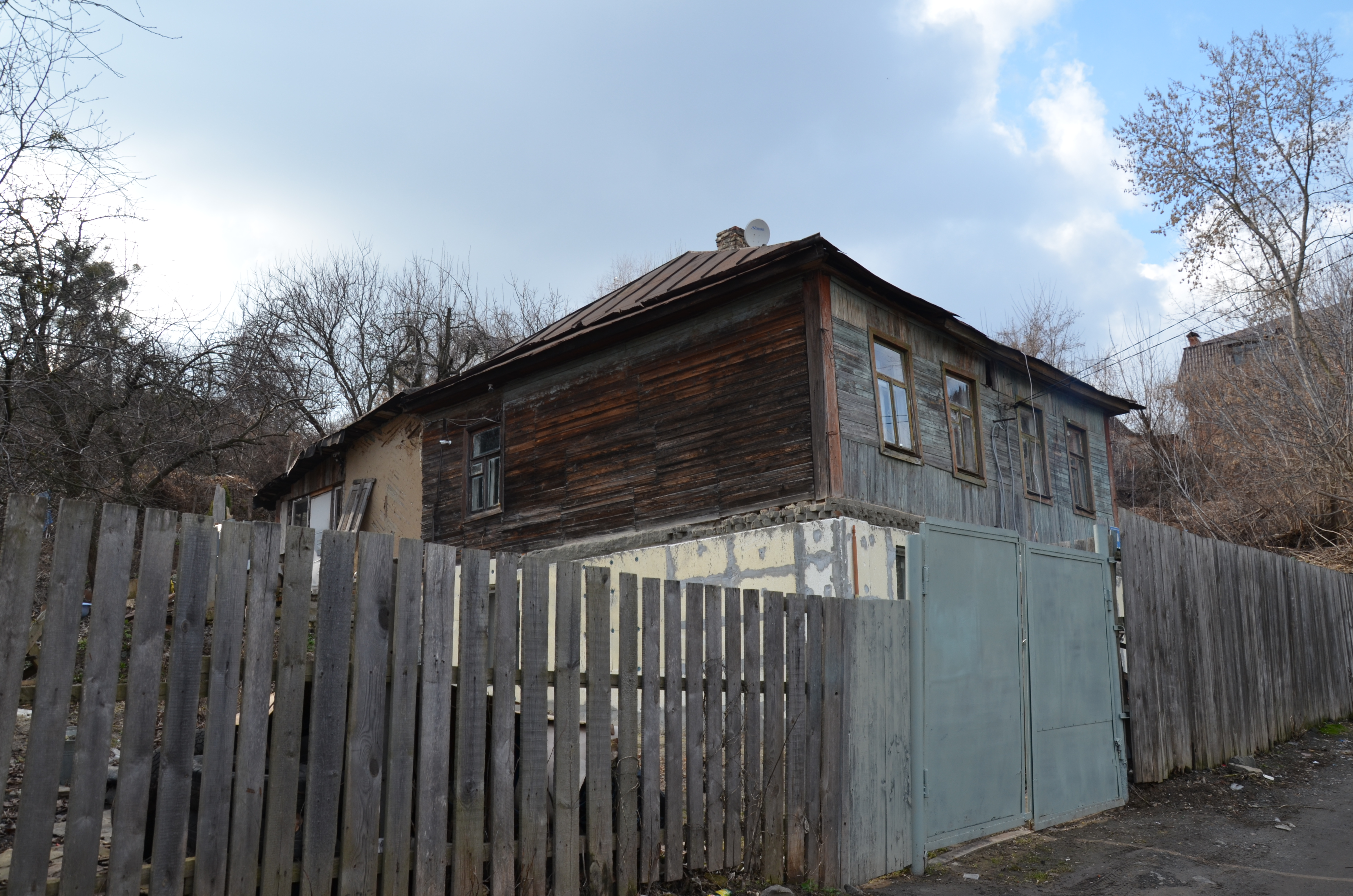
Кондукторська вулиця, 8
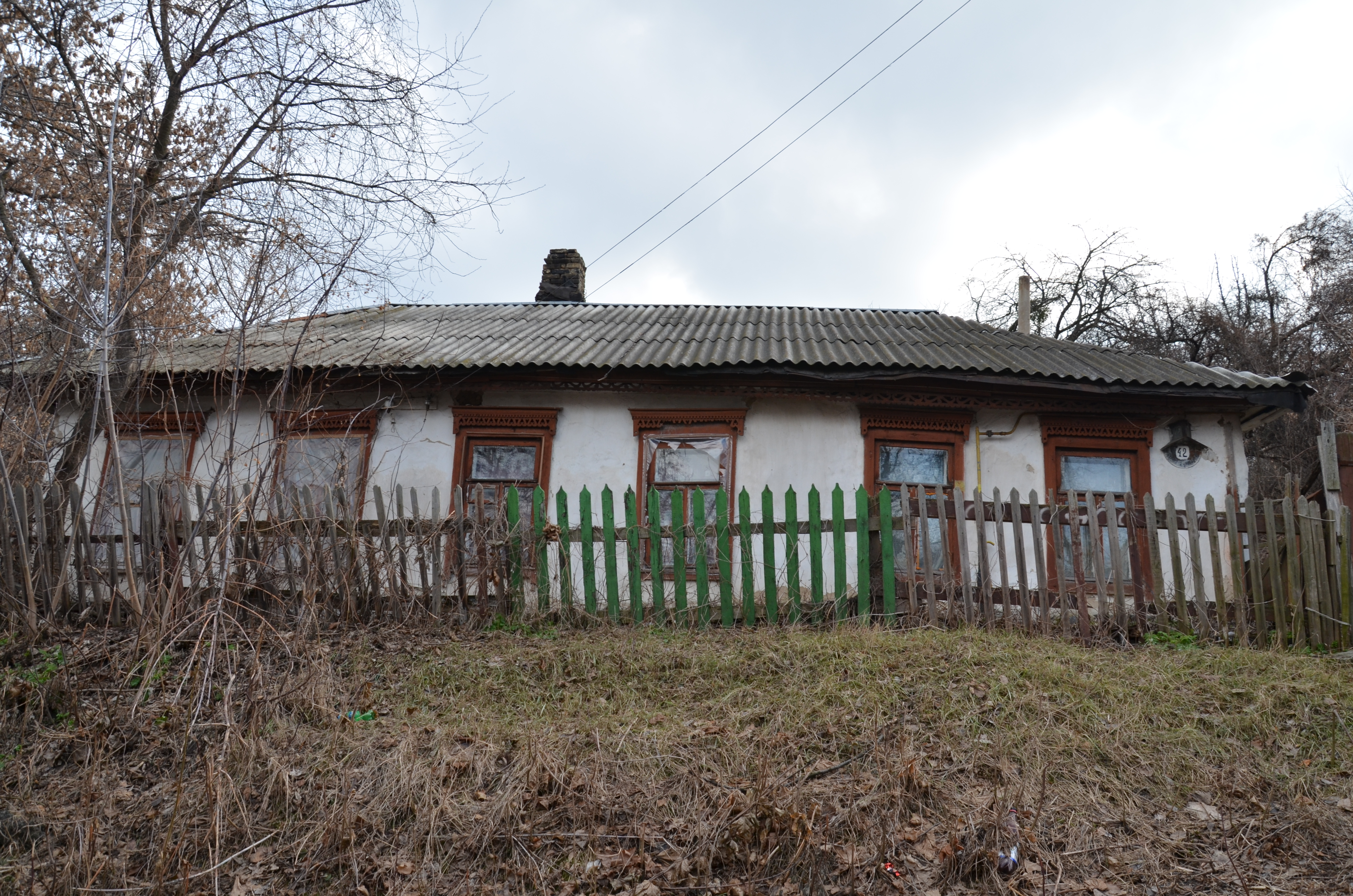
Кондукторська вулиця, 42
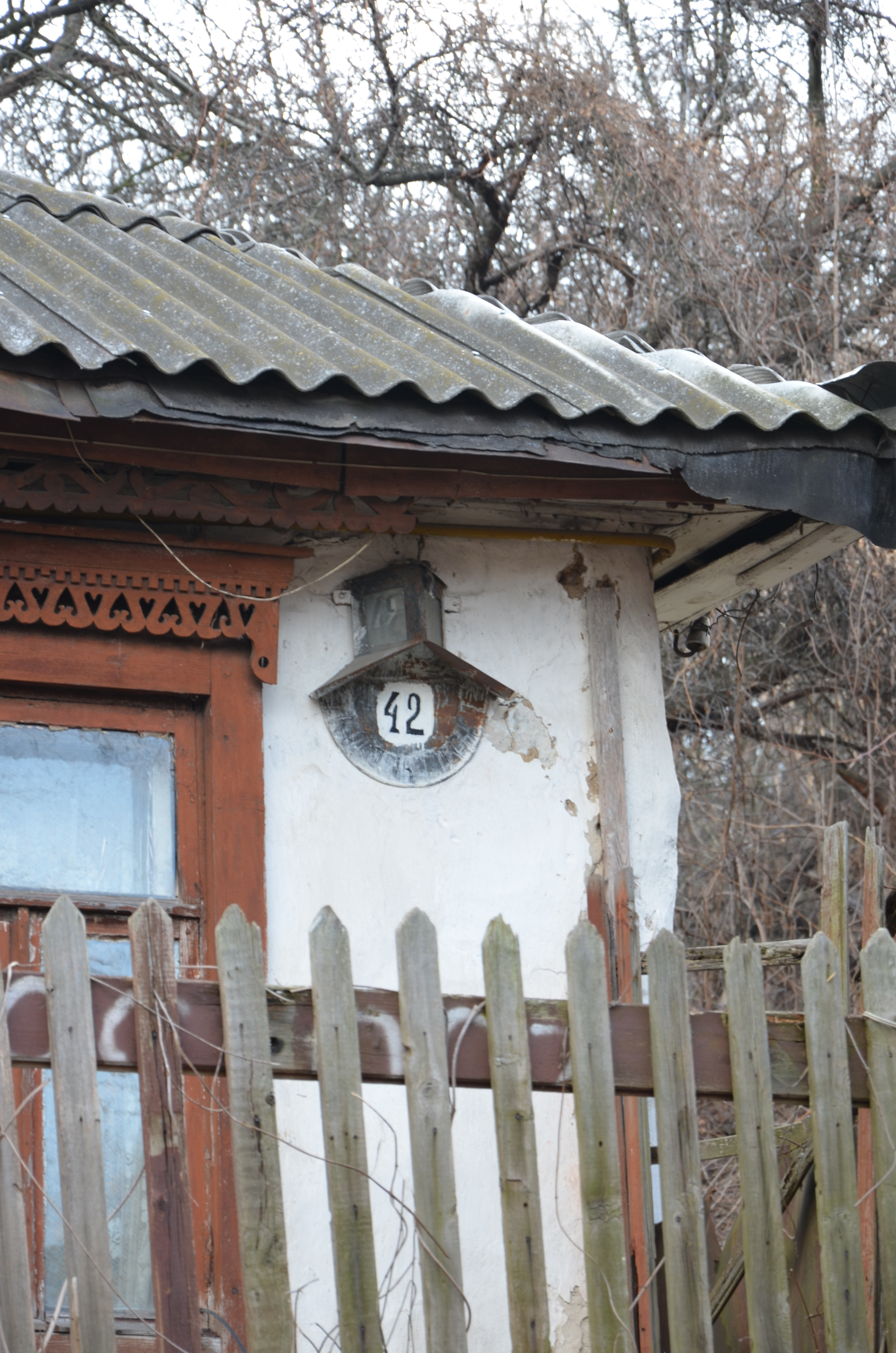
Номерна табличка